# Eyal Zamir
Pour les articles homonymes, voir Zamir.
Eyal Zamir (en hébreu : אייל זמיר), né le 26 janvier 1966, est le chef d’état-major de Tsahal depuis le 6 mars 2025. Il est nommé à ce poste par Benyamin Netanyahou pendant la guerre de Gaza.
Zamir a précédemment été conseiller militaire de Netanyahou de 2012 à 2015, puis commandant de la région militaire Sud, supervisant les activités de l'armée dans la bande de Gaza, entre 2015 et 2018. Son commandement est marqué par la répression meurtrière des premières manifestations dites de la marche du retour, organisées par des Gazaouis près de la barrière de séparation israélienne, au cours desquelles des centaines de civils palestiniens sont abattus par ses troupes. Il est ensuite chef d’état-major adjoint de 2018 à 2021 et directeur général du ministère israélien de la Défense de 2023 à 2025.

## Jeunesse et formation
Zamir est né et a grandi à Eilat. Il est le petit-fils d’immigrés originaires du Yémen et de Syrie. Il est diplômé de la 17ᵉ promotion de l’Internat militaire pour commandants de Tel Aviv,.
Il est également diplômé du Collège interarmées de commandement et d’état-major ainsi que du Collège de sécurité nationale. Il détient une licence en sciences politiques de l’université de Tel Aviv, une maîtrise en sécurité nationale de l’université de Haïfa, et est ancien élève du programme de gestion générale pour cadres supérieurs (GMP) de la Wharton School.

## Carrière
Zamir a été enrôlé dans Tsahal en 1984 et a rejoint le corps blindé. Il a suivi une formation en tant que soldat combattant, puis a suivi le cours de commandement de char. Il a ensuite terminé le cours d’officier blindé et a exercé les fonctions de commandant de peloton et de compagnie au sein de la 500ᵉ brigade et de la 460ᵉ brigade.
Entre 1992 et 1994, il a été officier des opérations de la 7ᵉ brigade blindée (avec le grade de major). De 1994 à 1996, il a commandé le 75ᵉ bataillon de la 7ᵉ brigade (avec le grade de lieutenant-colonel). En 1996, il a dirigé le cours de commandants de chars à l’école blindée. Il a occupé ce poste jusqu’en 1997, avant de partir étudier pendant un an à l’École de guerre en France.
De 1998 à 2000, il a été officier des opérations de la 162ᵉ division. De 2000 à 2002, il a dirigé le département de la doctrine du corps blindé au quartier général du chef des blindés, tout en commandant la 656ᵉ brigade, une division de réserve du Commandement central (avec le grade de colonel). De 2002 à 2003, il a dirigé le Centre d’entraînement tactique du Centre national d’entraînement terrestre, en parallèle avec ses fonctions de commandant de la division de réserve.
Il commande durant la Seconde Intifada en 2002 la brigade de chars engagée dans la bataille du camp de réfugiés de Jénine, lors de laquelle 52 Palestiniens et 23 soldats israéliens sont tués en un mois de combats.
Entre 2003 et 2005, il a commandé la 7ᵉ brigade blindée. De 2007 à 2009, il a dirigé la 143ᵉ division (avec le grade de général de brigade) et, en parallèle, un cours pour commandants de compagnie et de bataillon.
En juin 2009, il a été nommé commandant de la 36ᵉ division. En juillet 2011, il a été remplacé par Tamir Hayman.
En novembre 2012, il a été nommé secrétaire militaire du Premier ministre. Il a quitté ce poste le 3 septembre 2015. Le 14 octobre 2015, il a pris ses fonctions de commandant du Commandement sud. Son commandement est marqué par la répression meurtrière des premières manifestations dites de la marche du retour, organisées par des Gazaouis près de la barrière de séparation israélienne, au cours desquelles des centaines de civils palestiniens sont abattus par ses troupes. Le 6 juin 2018, il a quitté son poste de commandant du Commandement sud.
Zamir figurait sur la liste des candidats pour remplacer le chef d’état-major Gadi Eizenkot en 2018, aux côtés d’Aviv Kokhavi, Yaïr Golan et Nitzan Alon. Kochavi a finalement été nommé, tandis que Zamir est devenu chef d’état-major adjoint, poste qu’il a occupé jusqu’au 11 juillet 2021,. Il part ensuite pour les États-Unis où il est chercheur invité au sein d’un groupe de réflexion, le Washington Institute for Near East Policy.
Le 13 juin 2022, le ministre de la Défense Benny Gantz a entamé le processus de sélection du 23ᵉ chef d’état-major de Tsahal. Zamir était l’un des trois candidats aux côtés de Herzi Halevi et Yoel Strick. Le 17 juillet 2022, Gantz a annoncé que la course se jouait entre Zamir et Halevi. En septembre, Halevi a été choisi et a pris ses fonctions en janvier 2023.
Le 2 janvier 2023, Zamir a été nommé directeur général du ministère de la Défense par Yoav Gallant. À ce poste, il coordonne les commandes d'armes et d'équipements militaires auprès de Washington pendant la guerre de Gaza.
Après l’annonce du départ de Halevi en janvier 2025, le ministre de la Défense Israël Katz a cité Zamir, Amir Baram et Tamir Yadai comme les trois candidats à sa succession. Zamir a été annoncé comme le successeur de Halevi le 1ᵉʳ février 2025.

### Positions
En 2007, il se positionne en faveur de la pratique de la « punition collective » contre les « populations terroristes », pourtant interdites par le droit international humanitaire et les Conventions de Genève.
Il appelle publiquement à une approche plus offensive contre l'Iran et souhaite la formation d'une « coalition entre les Etats-Unis, Israël et leurs partenaires arabes ».

## Distinctions et décorations
Eyal Zamir a reçu deux rubans de campagne pour son service lors de deux guerres.